# Ян Гольский
Ян Гольский (пол. Jan Golski (Gulski); ум. 1613) — польский военный и государственный деятель, каштелян галицкий и каменецкий.

## Биография
Представитель польского дворянского рода Гольских герба «Роля». Брат — воевода подольский и русский Станислав Гольский (ум. 1612).
Глава залога Теребовлянского замка во времена старосты Якуба Претвича. Как войский теребовельский записанный свидетелем в письменной присяге гетмана запорожских казаков Кшиштофа Косинского, которую тот составил для князя Василия-Константина Острожского 10 февраля 1593 года вблизи Пятки после проигранной битвы. Другими свидетелями были Якуб Претвич, староста Александр Вишневецкий, волынский хорунжий Вацлав Боговитин, Василий Гулевич.
В 1577 году стал владельцем (купил) село Довге, на землях которого основал и начал строить городок Янов (для отсутствия путаницы называли Янов Теребовельский, существование городка зафиксировано в 1590, 1594 годах) и замок. Для увеличения доходов из города предоставил средства для строительства мостов через реки Серет и Гнезна. Король Сигизмунд III Ваза в 1604 году позволил ему брать пошлину — 1 шесть за коня или вола, которые тянули телегу с товарами — для их удержания в хорошем состоянии.
Вместе с женой были основателями римско-католического прихода в Янове Теребовельском в 1611 году, первого (деревянного), следующего — каменного костелов в городе.
После смерти родного брата — воеводы подольского, русского Станислава Голского, который был бездетным, владельцем Бучача, Чорткова, Подгаец и других поселений — стал его наследником.

## Семья
Был женат на Софии из Замехова (Стадницкой) (+ 1635). Детей не было. Вместе с женой записал вклад для костела Святой Троицы в Подгайцах. Жена в завещании велела похоронить себя рядом с мужем в крипте костела Святой Троицы в Подгайцах. После смерти Яна Гольского его вдова София дважды выходила замуж, за Станислава Лянцкоронского и Якуба Скумина-Тышкевича.